# Partit Comunista de Grècia (Interior)
Partit Comunista de Grècia (Interior) (grec Κομμουνιστικό Κόμμα Ελλάδας Εσωτερικού) fou un partit polític grec comunista sorgit com a escissió del Partit Comunista de Grècia el 1968 a causa del sotmetiment a la supervisió ideològica del Partit Comunista de la Unió Soviètica, i que va establir lligams amb els partits eurocomunistes, principalment el Partit Comunista Italià (PCI). També es mostrà partidari del renovament de l'esquerra i adoptar l'esperit de la Primavera de Praga.
El KKE de l'interior fou força actiu en la lluita clandestina contra la dictadura dels coronels a través del Front Antidictatorial Panhel·lènic (ΠΑΜ) i la seva ala jove, Organització de la Joventut Comunista Grega Rigas Feraios (ΕΚΟΝ Ρήγας Φεραίος). Durant la transició que continuà a la dictadura (Metapolitefsi) es va mantenir electoralment actiu i es va dissoldre després del seu VI Congrés el 1986. Aleshores es va escindir en dos sectors: Renovació Comunista-Esquerra Ecològica i Esquerra Grega.

## Resultats electorals

### Eleccions legislatives
| Any  | Líder             | Vots                  | %                     | Escons  | +/- |
| ---- | ----------------- | --------------------- | --------------------- | ------- | --- |
| 1974 | Babis Dracopoulos | Dins l'Esquerra Unida | Dins l'Esquerra Unida | 2 / 300 | Nou |
| 1977 | Babis Dracopoulos | Dins l'Aliança        | Dins l'Aliança        | 2 / 300 | =   |
| 1981 | Leonidas Kyrkos   | 76,404                | 1.35                  | 0 / 300 | 2   |
| 1985 | Leonidas Kyrkos   | 117,135               | 1.84                  | 1 / 300 | 1   |

### Eleccions europees
| Any  | Líder           | Vots    | %    | Escons | Grup | +/- |
| ---- | --------------- | ------- | ---- | ------ | ---- | --- |
| 1981 | Leonidas Kyrkos | 300.841 | 5,30 | 1 / 24 | Nou  | COM |
| 1984 | Leonidas Kyrkos | 203.813 | 3,42 | 1 / 24 | =    | COM |